# میلوا
ماریا ایلوا بیولکاتی (ایتالیایی: Maria Ilva Biolcati؛ (زادهٔ ۱۷ ژوئیهٔ ۱۹۳۹ – درگذشتهٔ ۲۳ آوریل ۲۰۲۱) ملقب به میلوا (ایتالیایی: Milva) موسیقی‌دان، بازیگر و خواننده مشهور اهل ایتالیا بود. وی بین سال‌های ۱۹۵۹ تا ۲۰۱۲ میلادی فعالیت می‌کرد.
از فیلم‌ها یا برنامه‌های تلویزیونی که وی در آن نقش داشت، می‌توان به جزوالدو: مرگ برای پنج آوا و هر کجا که باشی اشاره کرد.
وی همچنین برندهٔ جوایزی همچون مدال لژیون دونور شده‌ بود.